# Jochen Feldhoff
Jochen Feldhoff (* 10. September 1943 in Marienheide) ist ein ehemaliger deutscher Handballspieler.
Der 1,78 m große Rechtsaußen wechselte 1966 vom SSV Marienheide zum VfL Gummersbach. Mit dem VfL wurde er 1967, 1969, 1973 und 1974 Meister. 1967, 1970, 1971 und 1974 gewann er mit dem VfL auch den Europapokal der Landesmeister; 1972 verloren die Gummersbacher im Finale gegen Partizan Bjelovar.
Für den Gewinn des Europa-Pokals der Landesmeister erhielt er am 28. April 1967 das Silberne Lorbeerblatt.
Für die Nationalmannschaft bestritt Feldhoff 67 Länderspiele, in denen er 103 Tore erzielte. Bei der Weltmeisterschaft 1967 wurde er Sechster, drei Jahre später bei der Weltmeisterschaft 1970 erreichte die Mannschaft den fünften Platz. Bei den Olympischen Spielen 1972 in München belegte die Mannschaft den sechsten Platz.
Jochen Feldhoff war nach seiner Karriere im erlernten Ingenieur-Beruf tätig. Daneben ist er weiterhin dem VfL Gummersbach verbunden, bei dem er noch heute Patenschaften für Jugendkader übernimmt.